# Attilio Regolo

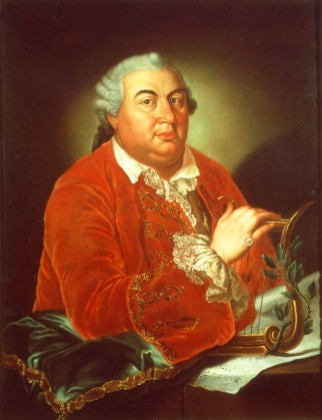
Retrat de Niccolò Jommelli.

Attilio Regolo és una òpera en tres actes composta per Niccolò Jommelli sobre un llibret italià possiblement de Pietro Metastasio o Leopoldo Trapassi. S'estrenà al Teatro delle Dame de Roma el 8 de gener de 1753.
A Catalunya s'estrenà el 1766 al Teatre de la Santa Creu de Barcelona.